# 沅南县
沅南县，中国旧县名，位于今湖南省常德市桃源县一带。

## 历史沿革
沅南位于沅水以南。秦朝时为黔中郡临沅县（县治在今常德市区）地。西汉时属武陵郡临沅县。新朝始建国元年（公元9年）更名为建平郡监沅县，东汉建武六年（30年）改回原名武陵郡临沅县:56:594。
东汉建武二十六年（50年），武陵郡郡治由义陵（今溆浦）移驻临沅，同时分临沅县沅水以南之地另置沅南县，与临沅隔江相望:970-972。沅南县治位于武陵县治西南70里的古城山，《水经注》称是马援征讨临乡时所筑。殇帝延平元年（106年），沅南县治迁至浔阳坪（今桃源县漳江镇浔阳坪村）。建安十三年（208年）武陵郡由刘备攻占；建安十九年（214年）孙刘分荆州后，武陵郡仍属刘备；建安二十四年（219年），孙权夺取荆州，武陵郡属孙权，三国时期属孙吴:528。
晋朝时沅南县仍属荆州武陵郡:718:845。南朝宋孝建元年（454年），沅南县随武陵郡改属郢州:972。南朝齐与南朝梁初期时沅南县仍属郢州武陵郡:1090:1225。梁末太清三年（549年）后以武陵郡置武州，承圣三年（554年）为后梁侯平所夺，绍泰元年（555年）梁复取:1229。南朝陈天嘉元年（560年）复置武州，沅南县仍属武州武陵郡:1430-1431
隋朝开皇九年（589年），隋灭陈，武陵郡归隋所有，武州或改为嵩州:524。在开皇十六年（596年）的州县二级制改革中，临沅、汉寿、沅南三县合并，成为武陵县:60-67:525。

## 地方行政长官
檀珪：刘宋元徽年间沅南令。东晋将领檀韶的孙子，罢沅南令后被吏部尚书王僧虔任命为安城郡丞

## 后续
实行州县二级制后，嵩州改名为朗州，后又数次复名。北宋乾德元年（963年），以武陵县西境设桃源县，县治位于沅水北岸，属朗州。朗州在宋时先后改为鼎州、常德军、升为常德府。元朝元贞元年（1295年）桃源县升为桃源州，属常德路，明洪武二年（1369年）降为桃源县、属常德府。民国初年废府存县后，桃源县先后属武陵道、辰沅道、第四行政督察区。1949年后桃源县属常德专区、常德地区，1988年起桃源县属地级常德市。